# Dacus demmerezi
Dacus demmerezi är en tvåvingeart som först beskrevs av Mario Bezzi 1917.  Dacus demmerezi ingår i släktet Dacus och familjen borrflugor. Inga underarter finns listade i Catalogue of Life.